# Pachymelus hova
Pachymelus hova är en biart som beskrevs av Henri Saussure 1890. Pachymelus hova ingår i släktet Pachymelus och familjen långtungebin. Inga underarter finns listade i Catalogue of Life.